# Pius Riana Prapdi

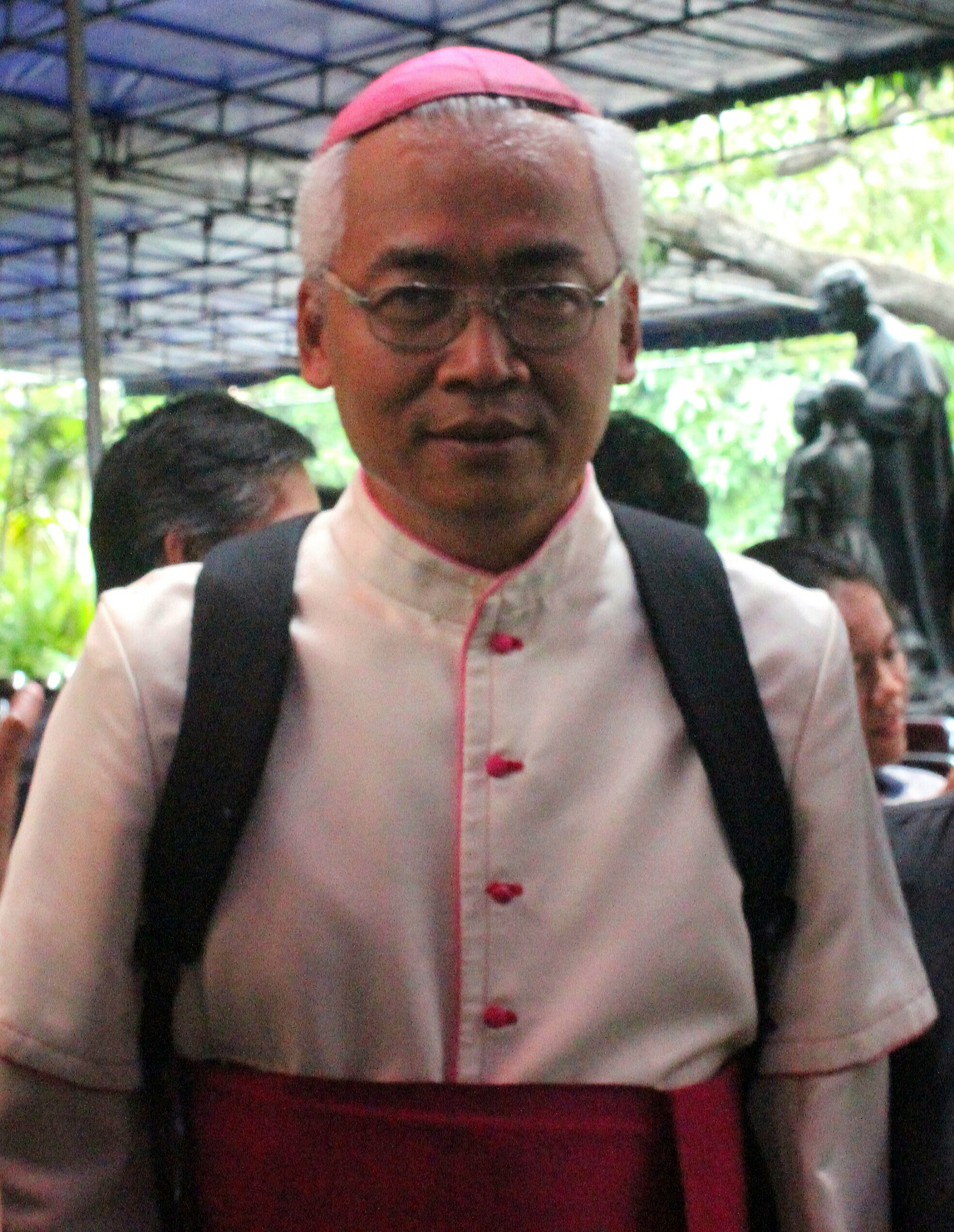
Pius Riana Prapdi

Pius Riana Prapdi (* 5. Mai 1967 in Painiai) ist Bischof von Ketapang, Indonesien.

## Leben
Pius Riana Prapdi empfing am 8. Juli 1995 die Priesterweihe. Papst Benedikt XVI. ernannte ihn am 25. Juni 2012 zum Bischof von Ketapang. 
Der Altbischof von Ketapang, Blasius Pujoraharja, spendete ihm am 9. September desselben Jahres die Bischofsweihe; Mitkonsekratoren waren Hieronymus Herculanus Bumbun OFMCap, Erzbischof von Pontianak, und Johannes Maria Trilaksyanta Pujasumarta, Erzbischof von Semarang.